# Suchomastský potok
Suchomastský potok se nachází na Berounsku, pramení východně od obce Bykoš a po průtoku přehradou Suchomasty pokračuje směrem ke Královu Dvoru, kde se vlévá do Litavky. Celková délka toku Suchomastského potoka je 11,3 km a plocha jeho povodí činí 29,156 km².

## Popis toku
Suchomastský potok pramení v Českém krasu v nadmořské výšce 400 m východně od intravilánu obce Bykoš, která se nachází asi 9 km jižně od Berouna. Po průtoku obcí se potok stáčí do severního směru. Dále protéká obcí Suchomasty (asi 8 km jižně od Berouna). Na intravilánu obce přijímá vodu z bezejmenné vodoteče. Ta je dlouhá asi 2 km a vlévá se zleva do Suchomastského potoka. Vodou posílený Suchomastský potok pokračuje stále severním směrem, kde obtéká hranici národní přírodní památky (NPP) Klonk, aby se dotkl jižního okraje Velkolomu Čertovy schody. Tady tok Suchomastského potoka uhýbá na chvíli do východního směru, ale přibližně 4 km jihozápadně od Berouna obtéká další NPP Kotýz a potoční voda nabírá opět severní směr. Potok pokračuje k obci Tmaň (Havlíčkův mlýn) a dále směřuje na sever k osadě Litohlavy. Na říčním kilometru 1,47 se pak vlévá do vodní nádrže Suchomasty. Přehradu opouští Suchomastský potok na jejím severním okraji (hráz vodního díla) v nadmořské výšce 262 m, pokračuje ještě asi 1,5 km stále na sever, aby se jeho voda v nadmořské výšce 230 m vlila v Králově Dvoře coby pravý přítok do říčky Litavky, která je (ve finále) pravostranným přítokem řeky Berounky. Celková délka toku Suchomastského potoka je 11,3 km. Průměrný vodní průtok (u ústí do Litavky) činí 0,06 m³ vody/sekundu.